# Randy Delorey
Pour les articles homonymes, voir Delorey.
Randy Delorey, né le 3 octobre 1947, est un homme politique (néo-écossais) canadien. 
Membre du Parti libéral, il représente la circonscription d'Antigonish à l'Assemblée législative de la Nouvelle-Écosse de l'élection provinciale du mardi 8 octobre 2013 jusqu'en 2021.
Avant son élection, il a été professeur d'administration des affaires à l'Université Saint-Francis-Xavier à Antigonish.
Le 22 octobre 2013, il devient ministre de l'Environnement et ministre des Affaires gaéliques au Conseil exécutif de la Nouvelle-Écosse. Le 24 juillet 2015, le ministère de l'Environnement est confié à Andrew Younger et Delorey devient ministre des Finances et du Conseil du Trésor. 
Réélu en 2017, Randy Delorey passe du ministère des Finances à celui de la Santé et du Bien-être.
Aux élections de 2021, il est défait dans la circonscription d'Antigonish par la progressiste-conservatrice Michelle Thompson, qui lui succède également au poste de ministre de la Santé.